# Flashspring
FlashSpring是受美國智慧財產權保護的前蘇聯CPS實驗室的專有軟體，能將Powerpoint檔案轉換成Adobe Flash，還可以插入音訊、flash等等檔案，並提供了許多自定播放範本和獨特的功能。
FlashSpring是PowerPoint的外掛程式，會在PowerPoint的工具列上建立獨立的選單。輸出的Flash檔可以直接上传到FTP，創建成ZIP、exe，或swf與可選擇的html格式。
.NET/COM API允許建立伺服器端的PowerPoint到Flash的解決方案，創建自有品牌的桌面產品。 
在2008年3月初，CPS實驗室將FlashSpring重新建立iSpring解決方案的新品牌，這是現在將PowerPoint轉換成Flash最強而有力的引擎供應商之一。

## 外部連結
- Brandon Hall Award for iSpring: Conversation with Yury Uskov, Founder and CEO of iSpring Solutions Inc.（页面存档备份，存于）